# Kinetismus

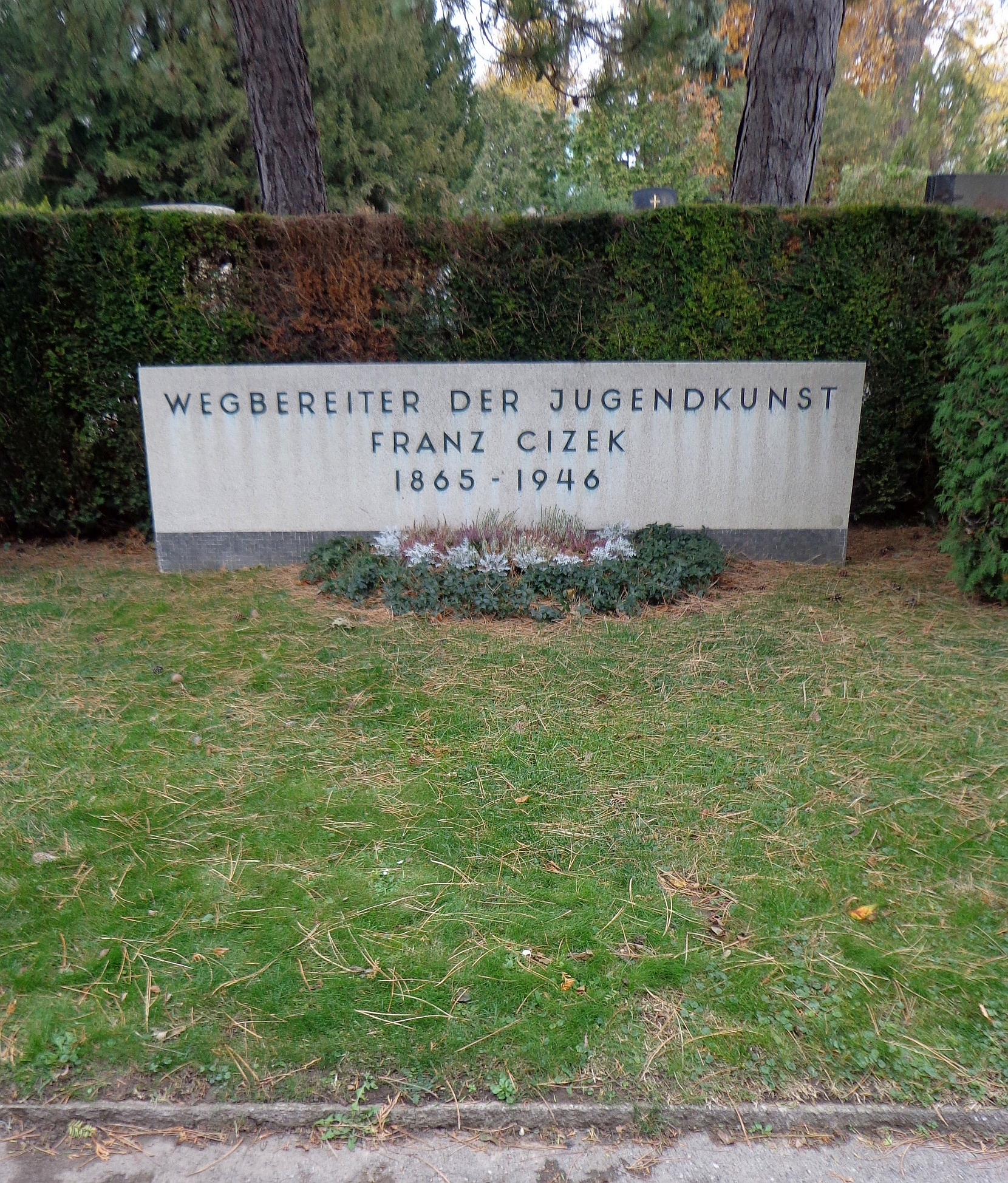
Ehrengrab von Franz Čižek, Begründer des Kinetismus, auf dem Wiener Zentralfriedhof

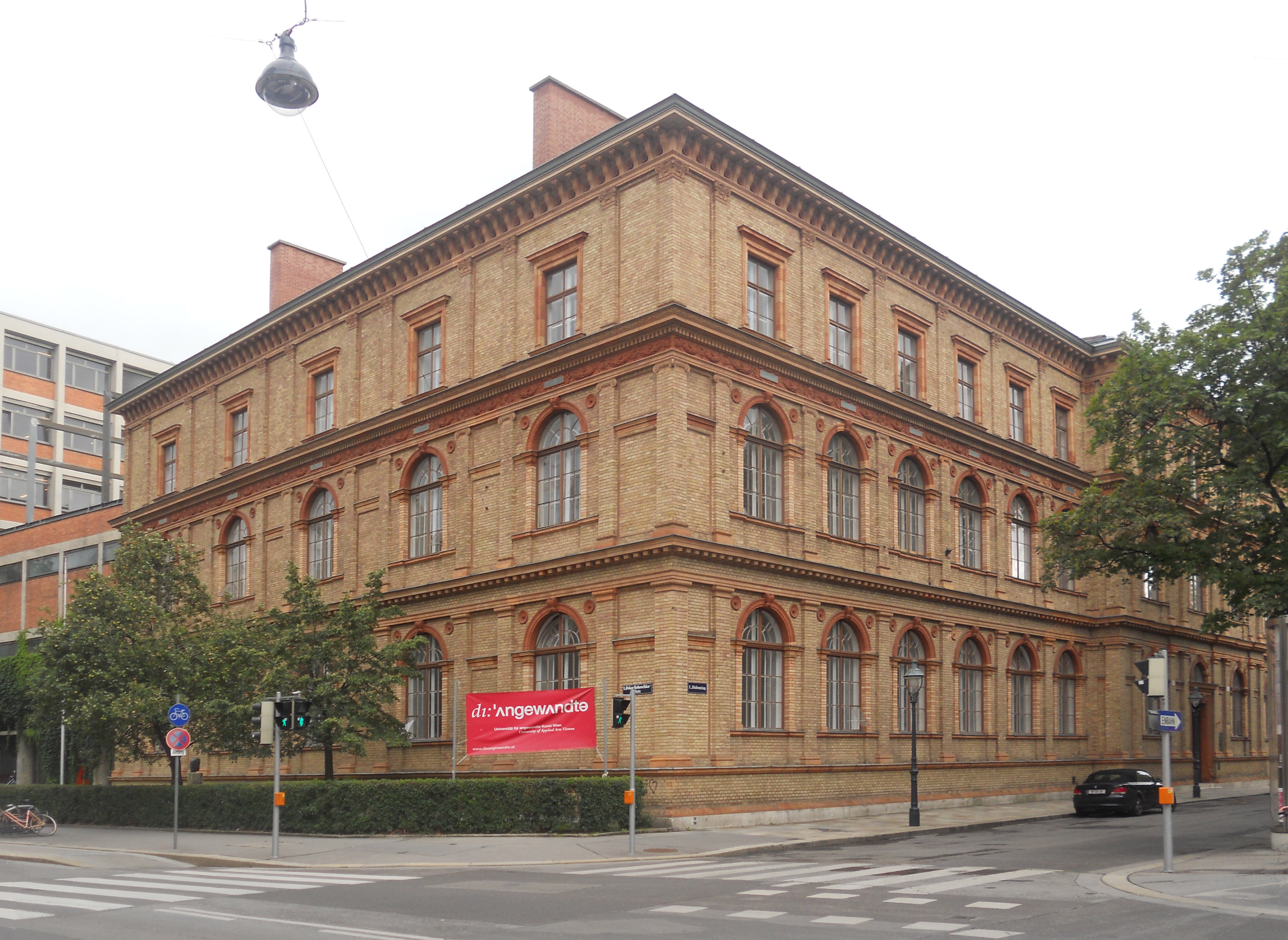
Universität für angewandte Kunst in Wien (frühere Wiener Kunstgewerbeschule), Entstehungsort des Kinetismus

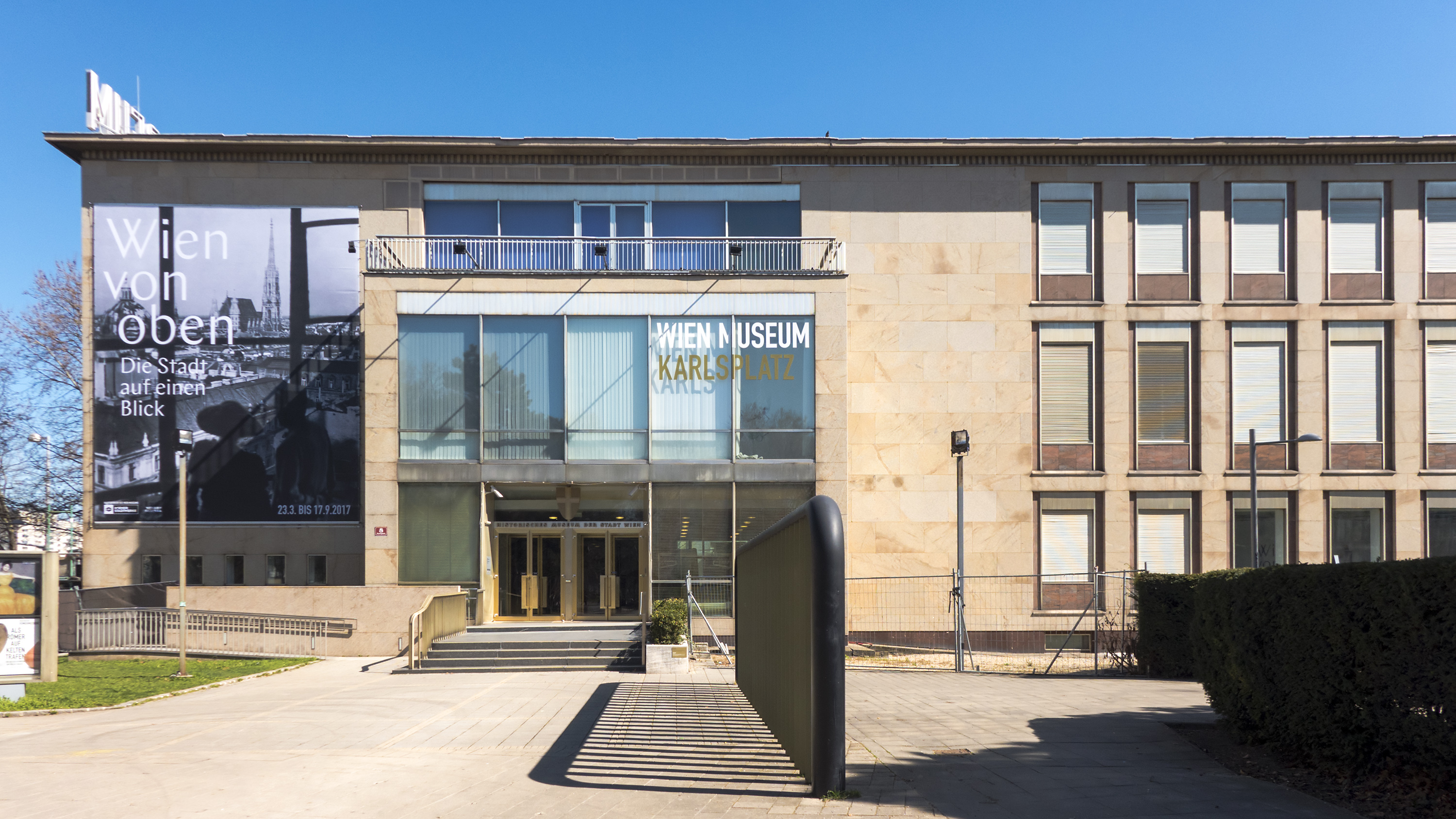
Wien Museum (2017)

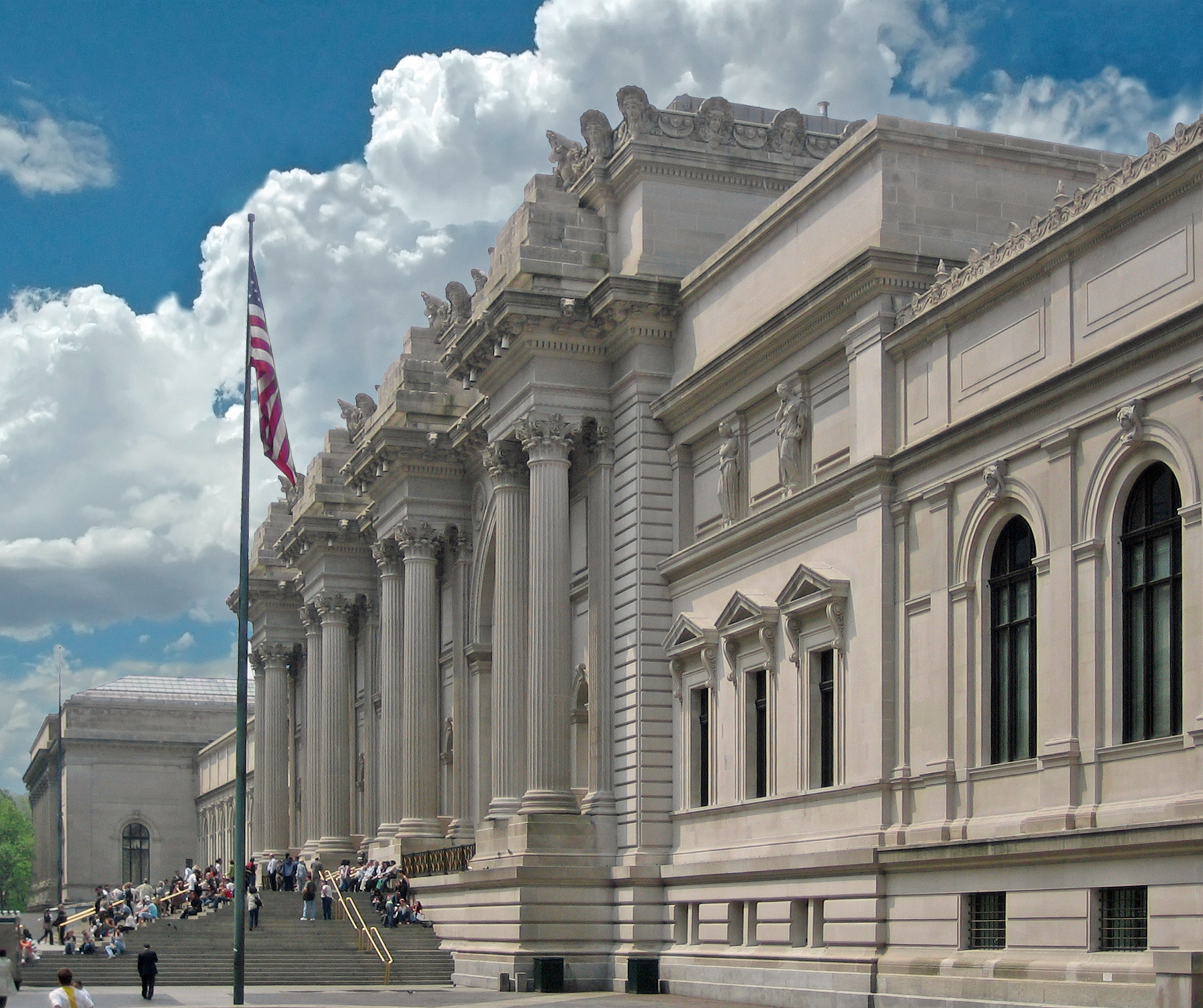
Metropolitan Museum of Art

Der Kinetismus (vom griech. Wort kinesis für Bewegung) ist eine Kunstrichtung, die um etwa 1910 an der Wiener Kunstgewerbeschule, der heutigen Universität für angewandte Kunst, begann. Beim Kinetismus kommen in den Werken Bewegungen ohne äußere Einflüsse zum Ausdruck. Er „verkörpert eine Kunstrichtung, die das Dargestellte in Bewegungsabfolgen bzw. in rhythmische Elemente zerlegt“.
Der Kinetismus gehört zur europäischen Moderne und erreichte seinen Höhepunkt Mitte der 1920er Jahre.

## Geschichte
Der österreichische Maler, Designer und Kunsterzieher Franz Čižek, der ab 1903 Dozent an der Wiener Kunstgewerbeschule war, leitete dort einen Kurs für Ornamentale Formenlehre, in dem die Studierenden die internationalen avantgardistischen Strömungen der Zeit, überwiegend Kubismus, Futurismus, Expressionismus und Abstraktion, kennen lernten. Die Kursthematik beschränkte sich nicht nur auf die bildende Kunst im engeren Sinne, sondern beinhaltete auch Rhythmus, Tanz und ganzheitliches Gestalten.
Als anerkannter Reformpädagoge und Kunsterzieher hatte Čižek die Kinder- und Jugendkunst seit 1897 maßgeblich mitgeprägt. Seine Erfahrungen auf diesem Gebiet trugen dazu bei, dass er die Darstellung von Bewegungen als zentrales Thema in seine Lehren mit einbezog. Čižek betrachtete den Kinetismus als die Kunst, eine Bewegungsabfolge in ihre rhythmischen Elemente zu zerlegen.
Ursprünglich wurde die Kunstrichtung als „Kinetische Übungen“ bezeichnet, wie aus einer von Ludwig Steinmetz stammenden Rezension von 1920 anlässlich einer Ausstellung in der Kunstgewerbeschule mit Werken von Čižeks Schülerinnen und Schülern hervorging. Erster Theoretiker des Kinetismus war der österreichische Journalist, Schriftsteller und Verleger Leopold Wolfgang Rochowanski, der auch zu Čižeks Schülern gehörte. In einer von Rochowanski publizierten Monografie von 1922 tauchte erstmals der Begriff „Kinetismus“ auf.
Zu den bedeutenden Vertreterinnen des Kinetismus, die von Čižeks Lehre geprägt waren, gehören Künstlerinnen wie Erika Giovanna Klien, My Ullmann, Fritzi Nechansky und Elisabeth Karlinsky. Sie vermischten Elemente des Expressionismus, Kubismus und Futurismus miteinander, um gleichzeitig Gefühle und Bewegungen in ihren Werken zum Ausdruck zu bringen.
Ab 1930 war der Kinetismus innerhalb Österreichs zunehmend erschwerten Bedingungen ausgesetzt. Es gab keine namhaften Künstlergruppen, welche die in der Wiener Kunstgewerbeschule entstandenen Strömungen weiter aufrechterhielten. Auch das politisch-gesellschaftliche Klima ab den späten 1920er Jahren wirkte der Avantgarde entgegen. Als Folge dieser Umstände kam der Kinetismus noch vor dem Zweiten Weltkrieg zunächst zum Erliegen. Ausstellungen im Wien Museum und im Schloss Belvedere Wien seit Mitte der 1980er Jahre ließen jedoch den Kinetismus innerhalb der internationalen Avantgarde wieder aufleben.

## Abgrenzung zur kinetischen Kunst
Kinetismus ist nicht zu verwechseln mit Kinetischer Kunst, bei der Bewegung in das Kunstobjekt integriert ist. Bei der kinetischen Kunst verändert sich das Objekt scheinbar, wenn sich der Betrachter bewegt, oder die Bewegungen werden durch Naturkräfte, Motoren oder Computersteuerungen erzeugt. Beim Kinetismus kommen die Bewegungen ohne äußere Einflüsse in den Werken zum Ausdruck.

## Vertreter (Auswahl)
- Franz Čižek
- Erika Giovanna Klien
- My Ullmann
- Elisabeth Karlinsky
- Friedl Dicker-Brandeis
- Franz Singer
- Georg Teltscher
- Leopold Wolfgang Rochowanski
- Otto Erich Wagner

## Ausstellungen (Auswahl)
- 1923/1924: Wanderausstellung Metropolitan Museum of Art (New York) / National Gallery of Art (Washington) / Art Institute (Chicago)
- 1925: Pariser Weltausstellung in der Exposition des Arts décoratifs et industriels modernes
- 2006: Kinetismus. Wien entdeckt die Avantgarde. Ausstellung im Wien Museum
- 2011: Dynamik! Kubismus/Futurismus/Kinetismus. Ausstellung im Unteren Belvedere Wien